# BrowserQuest
 (avril 2024).
BrowserQuest est un jeu de rôle en ligne massivement multijoueur gratuit créé par le studio français Little Workshop et la Fondation Mozilla,.

## Technologie
BrowserQuest est une démonstration d'un certain nombre de technologies Web modernes. Il est écrit en HTML5, utilise des WebSockets pour la mise en réseau multijoueur et est jouable à partir des navigateurs Web modernes. Le client utilise l'élément canvas de HTML5 pour le rendu des graphismes, les Web Workers pour initialiser la carte sans affecter le reste de la page, le stockage web local pour enregistrer la progression du joueur, les Media queries pour redimensionner dynamiquement la fenêtre de jeu sur l'appareil et HTML5 Audio pour restituer le son. Le serveur est écrit en JavaScript et fonctionne sur Node.js. Le serveur et le navigateur communiquent via le protocole WebSockets.
Les codes sources du client et du serveur de BrowserQuest sont disponibles sur la plateforme GitHub, sous licence MPL 2.0. Le contenu est quant à lui sous licence CC BY-SA 3.0.

## Gameplay
Dans BrowserQuest, les joueurs peuvent interagir entre eux en utilisant le système chat en jeu ou en faisant équipe pour vaincre les ennemis. Le joueur peut débloquer des succès en jouant. Le loot (terme anglais signifiant « butin ») est déposé lorsque les joueurs battent les ennemis, et peut être récupéré par n'importe quel joueur. Le loot comprend la potion d'invincibilité, qui modifie la tenue d'un joueur pour qu'elle ressemble au logo Firefox, ainsi que divers équipements. Le système a enregistré jusqu'à 1 900 utilisateurs jouant en même temps,,.